# Sumner (Iowa)
Pour les articles homonymes, voir Sumner.
Sumner est une ville du comté de Bremer, en Iowa, aux États-Unis. Fondée en 1870, elle est incorporée en 1894. La ville est baptisée en l'honneur de Charles Sumner.